# Brigitte Scherb

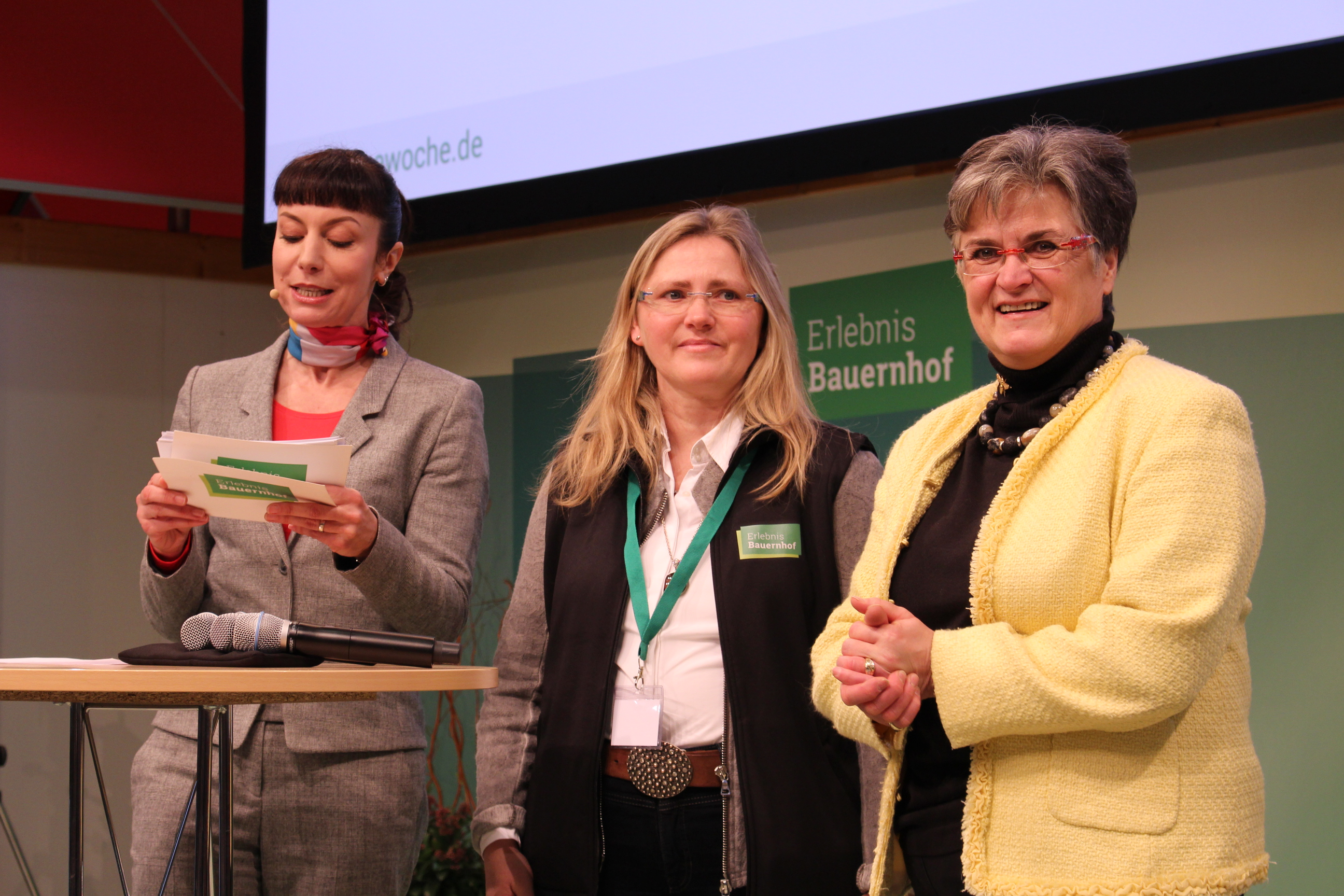
Brigitte Scherb (re.), IGW 2016

Brigitte Scherb (* 14. Juli 1954 in Dennhausen) war von 2007 bis 2019 Präsidentin des Deutschen LandFrauenverbandes (dlv), dem mit rund 450.000 Mitgliedsfrauen bundesweit aktiven Frauenverband im ländlichen Raum.

## Leben und Wirken
Brigitte Scherb wuchs auf dem familiären Bauernhof in Dennhausen im Landkreis Kassel auf. Nach dem Abitur studierte sie von 1973 bis 1977 Jura an der Georg-August-Universität in Göttingen. 1984 absolvierte sie zusätzlich eine Prüfung zur Gehilfin der ländlichen Hauswirtschaft.
Seit 1993 arbeitet Scherb als Geschäftsführerin des Gewässerunterhaltungsverbandes Obere Innerste und war gleichzeitig bis 2013 mit ihrem Ehemann gemeinsame Bewirtschafterin eines Hofes in Bredelem (Landkreis Goslar).
Bis zu dessen Tod war Brigitte Scherb mit einem Landwirt verheiratet und hat drei erwachsene Kinder.

## Ehrenamt
Mit ihrem Beitritt zum LandFrauenverein Goslar begann 1980 ihr ehrenamtliches und frauenpolitisches Engagement für die Interessen von Bäuerinnen und Landfrauen. Von 1994 bis 2004 war Scherb Mitglied im Vorstand des Niedersächsischen Landfrauenverbandes Hannover (NLV), von 2002 bis 2014 dessen Landesvorsitzende.

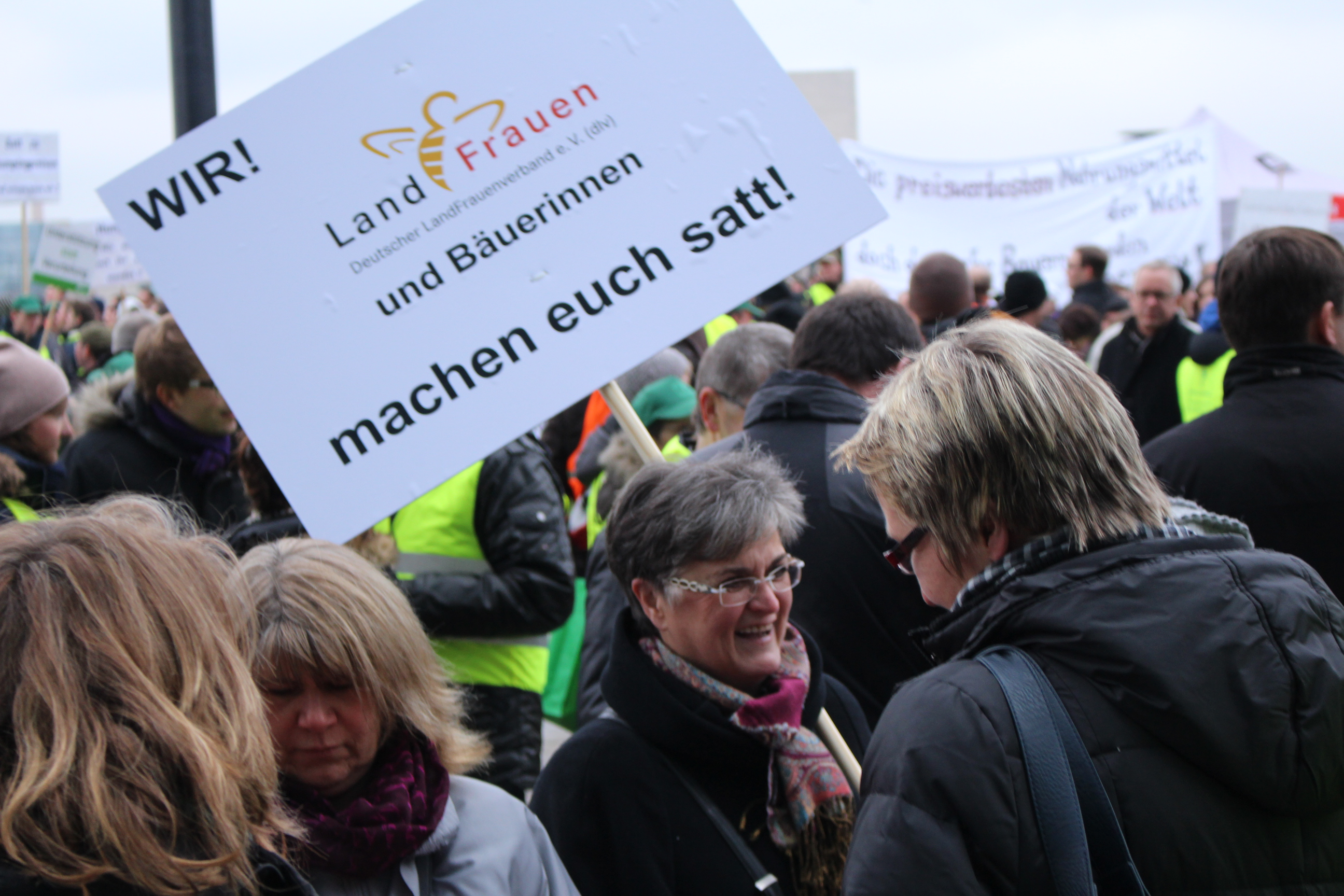
Brigitte Scherb, IGW 2016, Demo „Wir machen euch satt!“

Von 2007 bis 2019 war Brigitte Scherb Präsidentin des Deutschen LandFrauenverbandes (dlv), dem Zusammenschluss von 22 Landesverbänden mit bundesweit rund 450.000 Mitgliedsfrauen. Sie wurde 2011 und 2015 jeweils als Präsidentin in ihrem Amt bestätigt. In ihrer Amtszeit haben wichtige frauenpolitische Themen Eingang in die Landfrauenarbeit genommen. Dazu gehörten u. a. Themen wie Entgeltgleichheit für Frauen, der Kampf um die Mütterrente, das Eintreten für mehr Frauen in den Parlamenten, die Versorgung des ländlichen Raumes mit Kinderbetreuungsplätzen, gleiche Lebens- und Arbeitsverhältnisse für den ländlichen Raum oder den digitalen Wandel im Ehrenamt zu gestalten. Unter Scherbs Ägide wurden die Aktionstage des Deutschen LandFrauenverbandes eingeführt, die seit 2011 im 2-Jahres-Rhythmus bundesweit stattfinden, um die Kommunal-, Landes- und Bundespolitik auf die Themen der Landfrauen aufmerksam zu machen. Scherb war es gelungen, das weit verbreitete Klischee über backende und kochende Landfrauen abzubauen und dem Verband ein aktives, frauenpolitisches Image zu geben, ohne die Belange der Bäuerinnen aus den Augen zu verlieren.
Die niedersächsische CDU-Fraktion entsandte Scherb 2012 anlässlich der Wahl des Bundespräsidenten in die Bundesversammlung.

## Auszeichnungen
Für ihr ehrenamtliches Engagement für die Interessen der Landfrauen wurde ihr im Oktober 2009 das Verdienstkreuz 1. Klasse des Niedersächsischen Verdienstordens und im August 2015 das Verdienstkreuz am Bande des Verdienstordens der Bundesrepublik Deutschland verliehen.

## Zitate
„Die Vergangenheit hat uns gezeigt, dass starke Frauen gemeinsam viel bewegen können. 100 Jahre Frauenwahlrecht – ein wichtiger Schritt, um die Teilhabe von Frauen zu institutionalisieren. Jetzt ist es an der Zeit, Frauen auf dem Weg durch die politischen Institutionen zu stärken. Dafür müssen wir Frauen weiterhin unsere Stimmen erheben und uns vehement für eine geschlechterparitätische Besetzung auf allen politischen Ebenen stark machen.“